# Активний мул
Активний мул — метод біологічного очищення стічних вод, в основі якого лежить біотичний колообіг речовин, що включає процеси утилізації, трансформації та мінералізації органічних речовин за допомогою реалізації процесу аеробної ферментації органічних стоків специфічним комплексом мікроорганізмів з бактерій,  дощових черв'яків, грибів, водоростей, найпростіших, коловерток, нематод, кліщів та ін.
Вид біологічного очищення методом активного мулу є екологічно чистим та економічно найбільш раціональним заходом. Більше 90% стічних вод очищається саме цим методом. Біологічна очистка стічних вод, яка застосовується на очисних спорудах каналізації, складає блок біологічної очистки з аеротенків і вторинних відстійників і застосовується після механічної очистки стічних вод в блоках механічної очистки. 
Біотехнологія очищення стічних вод активним мулом була запропонована і реалізована в Англії у 1914 р. і відтоді принципово не змінилася. 

## Принцип
Біологічне очищення стічних вод здійснюється за рахунок спроможності мікроорганізмів використати для свого живлення органічні речовини необхідні для їхньої життєдіяльності — азот, фосфор, калій з різноманітних сполучень, що містяться в стічних водах. В процесі живлення мікроорганізми одержують матеріал для побудови свого тіла, внаслідок чого відбувається приріст маси активного мулу. 
Активний мул являє собою складну екосистему, до складу якої входить велика кількість представників мікрофлори і мікрофауни: нитчасті бактерії, гіфи водних грибів, дріжджі, джгутикові, саркодієві, інфузорії, коловертки, водні черви та в невеликих кількостях інші багатоклітинні безхребетні (водяні кліщі, гастротрихт тощо). Активний мул на 95 і більше відсотків складається з прокаріотів, здебільшого бактерій, і тільки менше 5% біомаси мулу становлять найпростіші.
Основу цієї системи як у кількісному співвідношенні, так і за значимістю в процесі очищення складають бактерії у вигляді пластівцеподібних скупчень — Zoogloea. Здатність активного мулу утворювати міцні пластівці, що швидко осідають (седиментаційна властивість) — відноситься до його головних технологічних властивостей, і їм належить найважливіша роль у забезпеченні надійності роботи біологічних очисних споруд. Порушення седиментаційних властивостей активного мулу призводить до так званого «спухання» активного мулу — він починає мати малу щільність, займає великий об'єм, проходить  збільшення мулового індексу до значень понад 150 мл/г, внаслідок чого активний мул не встигає повністю відокремитися від очищеної рідини після двогодинного відстоювання у вторинному відстійнику, починає виноситися з вторинних відстійників і вже не втягується в подальший процес очищення води.
Мікроорганізми активного мулу також є біоідентифікаційними методами моніторингу характеру забруднюючих речовин у стічних водах, а також ефективним індикатором виявлення якості активного мулу.

### Ланки трофічного ланцюга
Більшості організмів активного мулу характерний гетеротрофний тип харчування, що передбачає засвоєння органічної речовини, яка в завислому або розчиненому стані надходить в аеротенк разом зі стоками. До 70% чисельності та біомаси організмів активного мулу складають гетеротрофні бактерії, хоча вміст цих бактерій в активному
мулі, може бути різним, що залежить від умов проведення процесу. Часто, бактерії, завдяки характерному для кожного виду бактерій певному набору ферментів, спеціалізуються на тому чи іншому типу забруднення, що обумовлює їх паралельну роботу над нейтралізацією забруднюючих речовин стоків.

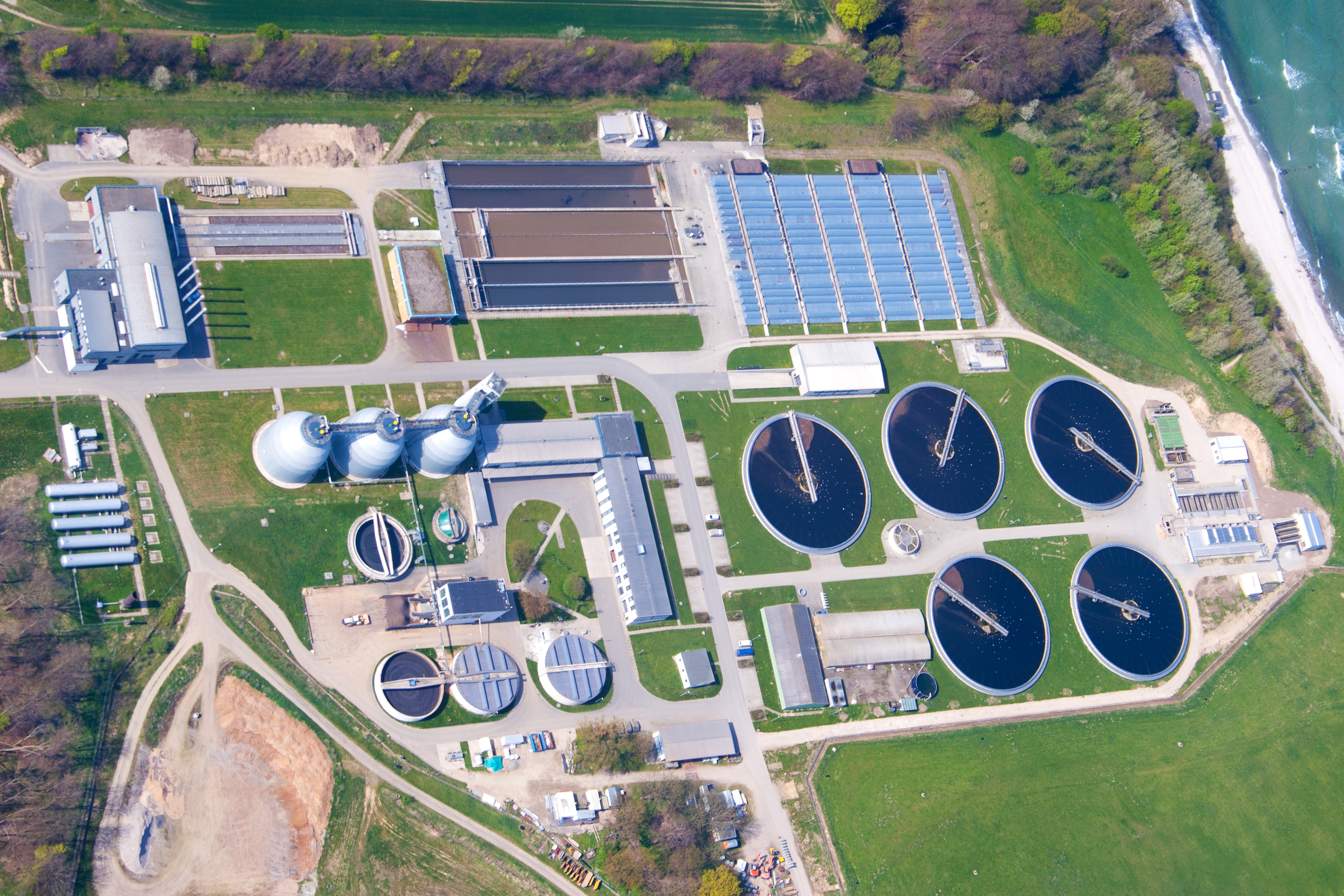
Очисні споруди поблизу Кіля (Німеччина)

Засвоюють органічні речовини в розчиненому або завислому стані: 
- Бактерії:

- неспороутворюючі грамнегативні палички: Pseudomonas, Achromobacter, Flavobacterium

- Водяні гриби родів: Fusarium, Mucor, Saccharomyces
- Джгутикові: Tetrachymena pyriformis

Інфузорії активного мулу, а саме представники наступних родів характеризуються голозойним типом живлення: Paramecium, Colpidium, Glaucoma, Sentor, Vorticella, Carchesium, Eoistylis, Zoothamnium, Opercularia.
Наступна ланка трофічного ланцюга належить джгутиковим, представникам рівновійкових (роди Chilodonella, Colpoda, Trochilla), спіральновійкових (роди Aspisisca, Oxytricha, Opistotricha), а також деяким багатоклітинним безхребетним (нематоди, малощетинкові черви, коловертки).
Подальший етап пов'язаний з розвитком хижацтва: інфузорії родів Euplotes, Didiniun, Tokophria, Acineta; деякі джгутикові: Bodo edax, Peranema trichophorun); коловертки та малощетинкові черви.

### Типова технологічна схема такого очищення води
Стічна вода, з блоку механічної очистки, після механічного очищення від крупних часток, що осідають чи спливають у полі земного тяжіння, потрапляє аеротенк — вузьку (3–11 м), глибоку (4–6 м) і довгу (50–250 м) споруду, де за допомогою дрібнобульбашкового аератора нагнітається повітря. В аеротенку, за постійної аерації стічна вода очищається складним гідробіоценозом — активним мулом. Обробка триває 6–24 (і навіть більш) годин. Після обробки вода надходить у вторинний відстійник, в якому звільняється від активного мулу, а потім потрапляє для так званого третинного фізико-хімічного доочищення (іноді після хлорування) у проміжні водойми (ставки) і, нарешті, у річку. Частину активного мулу з сорбованими неокисленими забрудненнями, що осідає у вторинному відстійнику, повертають до біологічної очисної споруди — аеротенку. 
За такої технології утворюється надлишковий мул, що створює складну для розв'язання еколого-технологічну проблему: його дуже багато і він містить небезпечні віріони, мікроорганізми, яйця гельмінтів тощо, а також іони важких металів, біологічно стійкі, токсичні і навіть мутагенні сполуки.
Умови проведення процесу залежать від наявності і оптимального співвідношення в стічних водах органічного вуглецю, азоту і фосфору, мікроелементів (сірки, марганцю, заліза, кобальту і ін.), дотримання гранично допустимих концентрацій забруднюючих речовин, відсутності в стічних водах токсичних для мікроорганізмів речовин, достатньої кількості кисню та інтенсивності аерації, температурного режиму, значення рН, навантаження на мул за кількістю забруднюючих речовин, часу контакту мулу і стічних вод, конструктивних і особливостей споруд та біологічної схеми очищення, і ін..
Надлишковий мул збирається та підсушується на мулових майданчиках. Способом утилізації надлишкового мулу, а також стічних вод органічного походження може бути  метанова ферментація та біометаногенез з отриманням біогазу.